# Area naturale marina protetta Capo Gallo - Isola delle Femmine
L'area naturale marina protetta Capo Gallo - Isola delle Femmine è un'area marina protetta della Regione siciliana istituita nel 2002 tra capo Gallo e l'isola delle femmine.

## Storia
La riserva è stata istituita nel 2002 con il D.M. 24 luglio 2002, pubblicato nella GURI n. 285 del 5 dicembre 2002. La gestione della riserva è stata affidata provvisoriamente alla Capitaneria di Porto di Palermo con il D.M. 21 marzo 2003.

Secondo l'articolo 3 del D.M. 24 aprile 2002, le finalità dell'area marina protetta sono:
- a) la protezione ambientale dell'area marina interessata
- b) la tutela e la valorizzazione delle risorse biologiche e geomorfologiche della zona
- c) la diffusione e la divulgazione della conoscenza dell'ecologia e della biologia degli ambienti marini e costieri dell'area marina protetta e delle peculiari caratteristiche ambientali e geomorfologiche della zona
- d) l'effettuazione di programmi di carattere educativo per il miglioramento della cultura generale nel campo dell'ecologia e della biologia marina
- e) la realizzazione di programmi di studio e ricerca scientifica nei settori dell'ecologia, della biologia marina e della tutela ambientale, al fine di assicurare la conoscenza sistematica dell'area
- f) la promozione di uno sviluppo socio-economico compatibile con la rilevanza naturalistico-paesaggistica dell'area, anche privilegiando attività tradizionali locali già presenti. Nell'ambito dell'azione di promozione di uno sviluppo compatibile con le predette finalità, la disciplina delle attività relative alla canalizzazione dei flussi turistici, alle visite guidate e ai mezzi di trasporto collettivi, potrà prevedere che le predette attività vengano svolte prioritariamente o esclusivamente dai residenti e da imprese avente sede nei Comuni ricadenti nell'area marina protetta

Con decreto ministeriale 24 aprile 2012, pubblicato in GU n. 200 del 28 settembre 2012, la gestione dell'area marina protetta è definitivamente affidata al Consorzio di gestione, mentre la Capitaneria di porto di Palermo assume un ruolo di supporto.

## Territorio

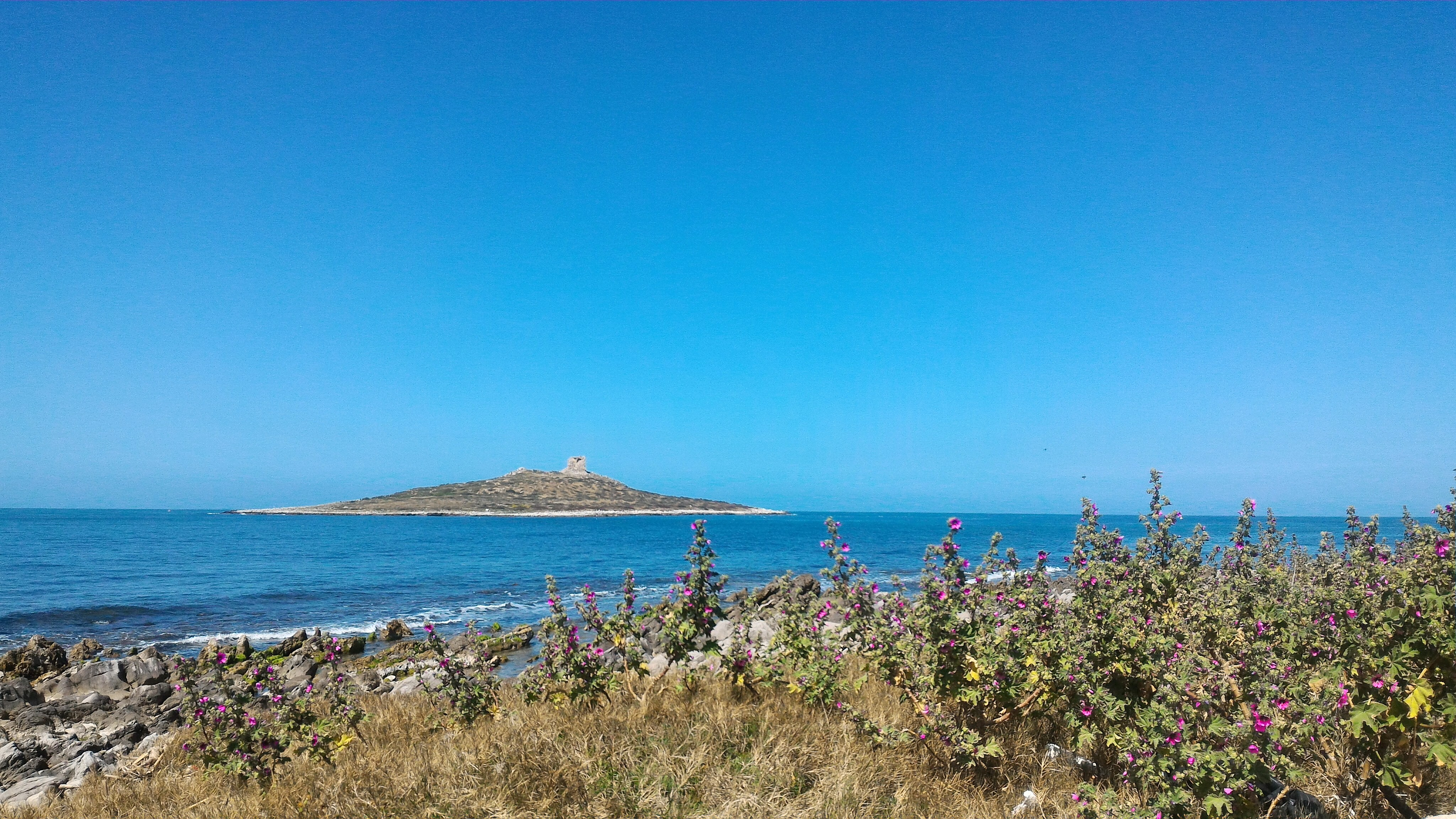
Isola delle femmine

La riserva comprende un'area complessiva di circa 2.173 ha a mare a cui si sommano 16,02 km di costa posta tra i comuni di Palermo e di Isola delle Femmine, suddivisi in zone A, B e C in rapporto ai diversi livelli di protezione.
- La zona A (77 ha), zona di massima protezione in cui è vietata sia la balneazione che l'accesso ai natanti, comprende due tratti di mare localizzati rispettivamente nel settore nord-occidentale e nord-orientale dell'isola delle Femmine e ad ovest di capo Gallo.
- La zona B (242 ha) comprende tre aree, due delle quali circostanti le due zone A, la terza situata tra punta Catena e punta Matese, nelle quali è possibile la balneazione ma l'ancoraggio dei natanti è consentito solo tramite le apposite boe predisposte dall'ente gestore.
- La zona C (1.854 ha), di riserva parziale, comprende la restante parte di mare all'interno del perimetro dell'area marina protetta, all'interno della quale la balneazione e l'accesso dei natanti sono liberi.

## Geologia
Dal punto di vista batimetrico i fondali della riserva sono caratterizzati da una struttura a "gradoni". Il fondale digrada dolcemente, con una leggera pendenza, sino alla profondità di -18 m, quindi si incontra una frattura verticale con un dislivello di 2 o 3 m; poi il fondale digrada di nuovo dolcemente sino a -25, -30 m per dare vita ad una nuova brusca rottura di pendenza che arriva sino ai -40 m e si esaurisce in un'estesa pianura sabbiosa. Dal punto di vista geologico tali "gradoni" corrispondono alle antiche linee di costa, o paleorive, e testimoniano l'azione erosiva del mare in epoche geologiche in cui il livello delle acque era più basso dell'attuale.

## Flora

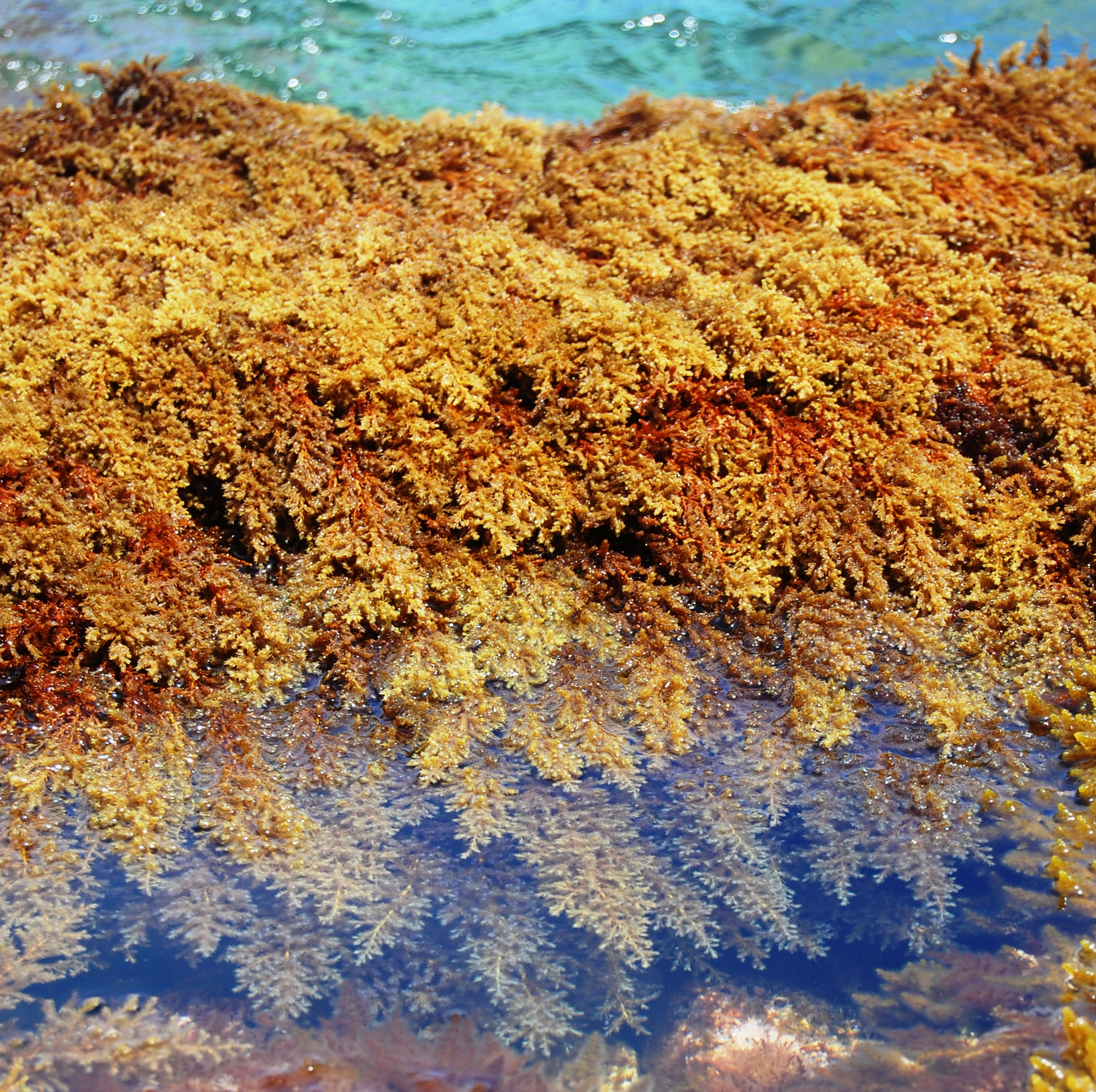
Banco di Cystoseira sp.

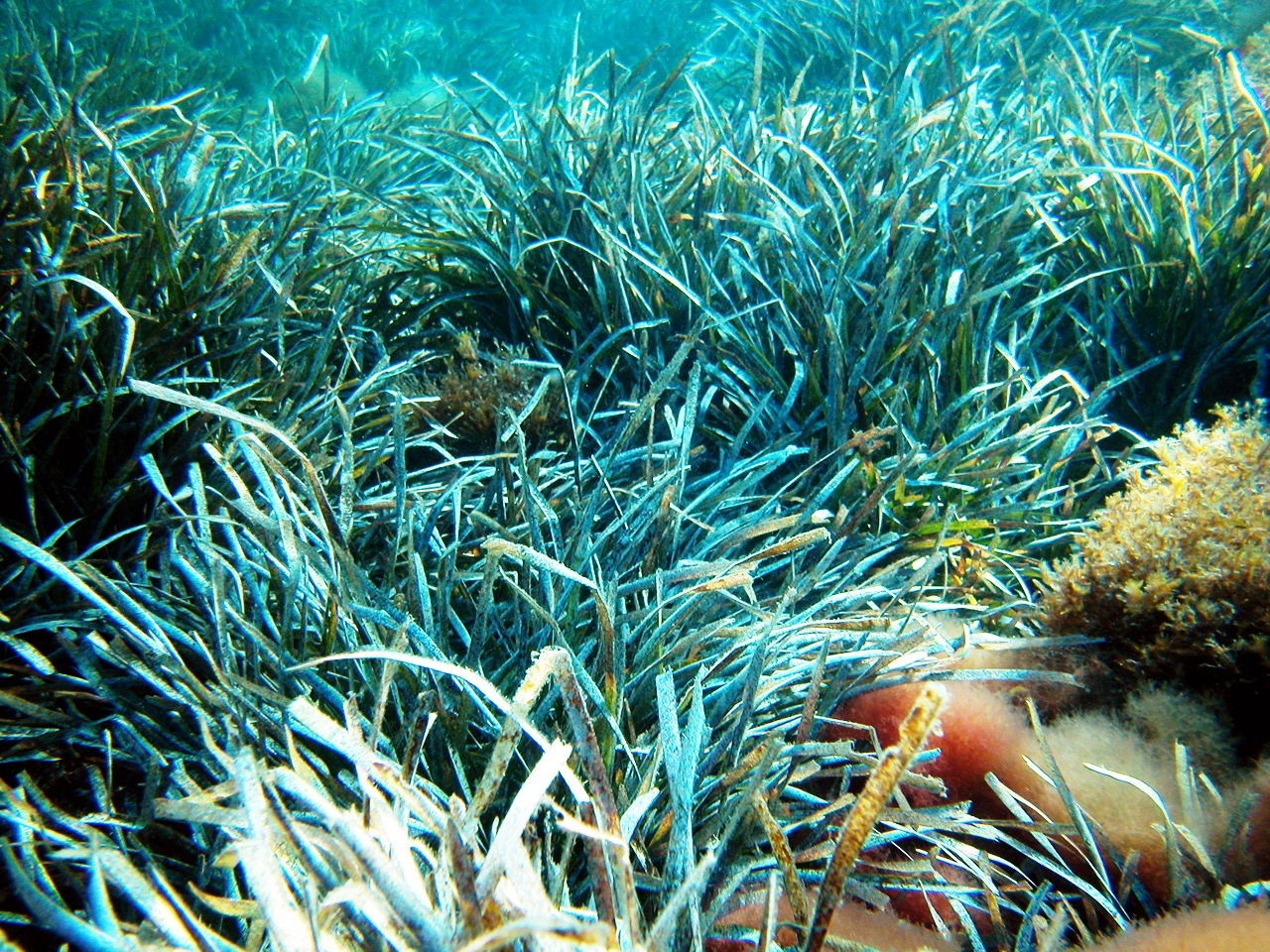
Prateria di Posidonia oceanica.

I fondali dell'area marina protetta ospitano una grande varietà di forme di vita vegetale.
Le alghe brune del genere Cystoseira (in particolare Cystoseira stricta e Cystoseira amentacea) e le alghe rosse Laurencia papillosa e Lithophyllum lichenoides occupano la zona intertidale, a ridosso del trottoir a vermeti che ricopre gran parte della linea di costa. Sempre nel piano intertidale, è possibile incontrare lo spaghetto di mare (Nemalion helminthoides) e i licheni del genere Verrucaria, che formano una cintura che segna il confine tra il piano sopralitorale e quello intertidale. Il piano appena sottostante è occupato da alghe rosse calcaree quali Corallina elongata e Corallina officinalis che ricoprono le pareti sommerse e in ombra.
Ma la vita vegetale trova la sua massima espressione nelle praterie di Posidonia oceanica, comunità climax del mar Mediterraneo, che nel territorio della riserva presenta un buon grado di conservazione, offrendo riparo a numerose forme di vita vegetale e animale. Mentre nella zona litoranea orientale della città di Palermo, la prateria è in forte regressione, a causa della grande antropizzazione della costa e degli sversamenti in mare dei reflui urbani ed industriali, nella zona della riserva la prateria è in buona salute. Ciò è dovuto in parte alla minore urbanizzazione della costa e in parte alle correnti marine, che allontanano i reflui provenienti dalla vicina Carini. Nella riserva di Capo Gallo, inoltre, la prateria si accresce anche su substrato roccioso, evento molto raro per questa fanerogama. All'interno del posidonieto, alla base delle foglie della pianta, vivono le alghe verdi Flabellia petiolata e le alghe rosse Peyssonnelia squamaria, che si ritrovano anche a profondità più elevate, ai limiti del coralligeno e all'interno di grotte e cavità in ombra.

## Fauna

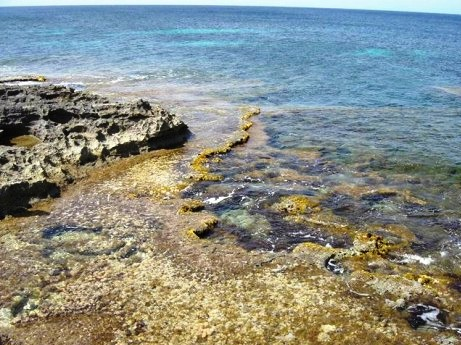
Il trottoir a vermeti

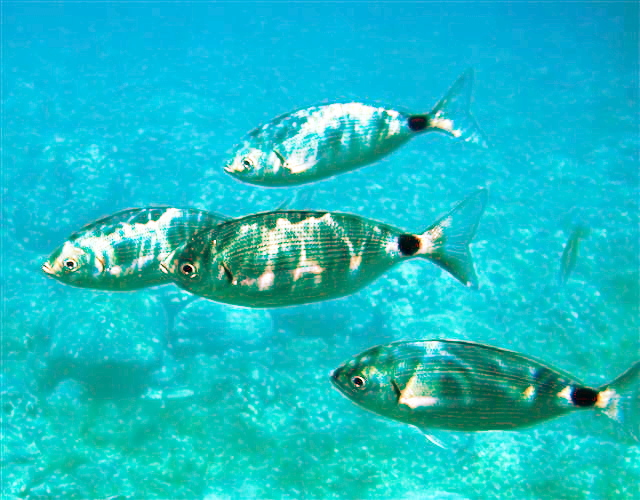
Branco di occhiate

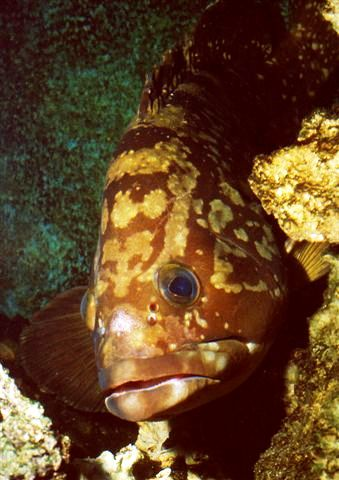
Cernia bruna

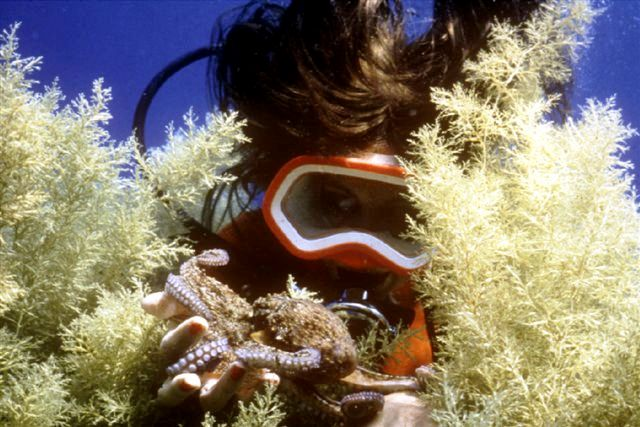
Giovane polpo tra le cistoseire

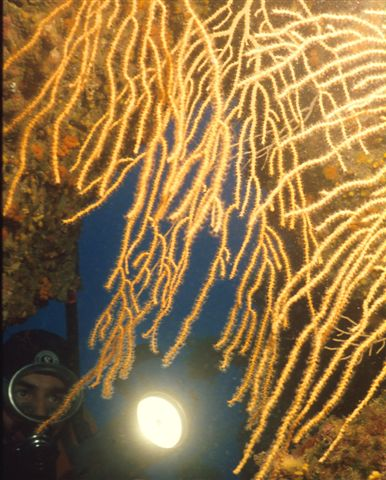
Gorgonia gialla

Gli scogli del piano mesolitorale sono colonizzati da organismi eurieci, cioè in grado di sopportare delle repentine variazioni di temperatura e salinità. Inoltre possiedono degli adattamenti che gli permettono di evitare il disseccamento. Tra questi organismi, molto comuni sono le patelle (Patella lusitanica e Patella caerulea), i balani (Chtamalus stellatus), i granchi Pachygrapsus marmoratus e le pulci di mare (Ligia italica).
Al confine tra mesolitorale superiore e inferiore e fino a pochi metri di profondità si trovano i comuni pomodori di mare (Actinia equina).
Nel piano mesolitorale inferiore sono presenti le biocostruzioni tipiche del Mar Mediterraneo, i trottoir a vermeti, i cui principali costruttori sono i molluschi Dendropoma cristatum e Vermetus triquetrus. L'importanza di queste costruzioni risiede nel fatto che esse ampliano il piano intertidale e costituiscono degli habitat idonei alla vita di molti organismi. All'interno dei trottoir si possono formare delle pozze infralitorali, che vengono riempite dalle maree e al cui interno possono rimanere intrappolati alcuni pesci, principalmente peperoncini (Tripterygion minor) e bavose del genere Blennius.
Sulle pareti rocciose a ridosso del piano mesolitorale è facile incontrare le colorate colonie di Astroides calycularis, una madrepora incrostante dal caratteristico colore arancione. Simili agli A. calycularis sono Leptopsammia pruvoti, di colore giallo intenso. Altre madrepore presenti in riserva sono Cariphyllia smithii e Balanophyllia europaea, entrambe di difficile individuazione a causa delle ridotte dimensioni, che vanno da 0,5 a 1 cm. Negli anfratti poco illuminati, subito sotto il trottoir vivono anche le spugne Petrosia ficiformis. Tra i pesci che amano vivere a ridosso dei trottoir molto comuni sono gli sciarrani (Serranus scriba), gli scorfanotti (Scorpaena notata), le spigole (Dicentrarchus labrax), le occhiate (Oblada melanurus), i cefali (Mugil cephalus) e le salpe (Sarpa salpa). Nelle zone sabbiose e negli anfratti alla profondità di 10-15 metri si trova il Cerianthus membranacea. Ben rappresentati sono anche i molluschi nudibranchi, tra cui ricordiamo Flabellina affinis e Discodoris atromaculata.
Sui bassi fondali a ridosso della costa si osservano facilmente la donzella comune (Coris julis), la donzella pavonina (Thalassoma pavo), lo scorfano (Scorpaena scrofa), il tordo pavone (Symphodus tinca) e diverse specie di saraghi (Diplodus vulgaris e Diplodus annularis).
Negli anfratti rocciosi trovano riparo la cernia bruna (Epinephelus marginatus), la murena (Muraena helena), il re di triglie (Apogon imberbis) e la castagnola rossa (Anthias anthias). Occasionalmente ci si può imbattere in pesci di passo come il dentice (Dentex dentex) e la ricciola (Seriola dumerili). All'interno delle grotte si trovano briozoi come Myriapora truncata e Sertella spp., spugne incrostanti come la Spirastrella cunctatrix e la Crambe crambe. Molto comuni sono anche le stelle marine Echinaster sepositus, Marthasterias glacialis e Coscinasterias tenuispina.
Il piano infralitorale è dominato dalla presenza delle praterie di Posidonia, che ospitano un'ampia varietà di specie animali tra cui abbondano gli echinodermi, in particolare il riccio Paracentrotus lividus e la stella marina Hacelia attenuata, molluschi come la Pinna nobilis, il bivalve più grande del Mediterraneo e i cefalopodi Octopus vulgaris, il comune polpo, e la seppia (Sepia officinalis). Anche le spugne, come il rognone di mare (Chondrosia reniformis), sono ben rappresentate tra le praterie. Nascosto tra le foglie della pianta e abilmente mimetizzato vive il pesce ago (Syngnathus typhle), mentre all'interno della sabbia si mimetizza la sogliola (Solea solea). Altri pesci che trovano rifugio all'interno delle praterie sono labridi e sparidi come la salpa (Sarpa salpa).
Tra i 15 ed i 20 metri di profondità si trovano le anemoni Anemonia sulcata, che vive in simbiosi con delle zooxantelle responsabili della colorazione verde dei tentacoli dell'animale, la Aiptasia mutabilis e la Aiptasia diaphana.
Tra le specie minacciate di estinzione è importante ricordare la presenza nella riserva dell'anfiosso (Branchiostoma lanceolatum).
Il piano circalitorale, dominato dalla presenza in Mediterraneo del coralligeno, è l'ambiente classico delle aragoste (Palinurus elephas), dei gamberi Palaemon serratus, delle gorgonie Paramuricea clavata, Eunicella stricta ed Eunicella cavolinii. Tra gli cnidari, di particolare importanza è la presenza del corallo rosso (Corallium rubrum), del corallo nero (Gerardia savaglia) e del falso corallo (Myriapora truncata). Tra gli echinodermi si trovano il riccio diadema (Centrostephanus longispinus), dai lunghissimi aculei e la stella marina Ophidiaster ophidianus, tra i policheti è presente lo spirografo (Sabella spallanzani) e tra le spugne la Phorbas tenacior e Agelas oroides.
Tra la fauna pelagica troviamo le meduse Cotylorhiza tuberculata e Rhizostoma pulmo, i calamari (Loligo vulgaris) e le seppie (Sepia officinalis).

L'ittiofauna è piuttosto varia e diversificata. Si trovano acciughe (Engraulis encrasicolus), barracuda mediterranei (Sphyraena viridensis) noti con il nome comune di aluzzo, castagnole (Chromis chromis), aguglie (Belone belone). Tra i pesci più grandi è possibile imbattersi in pesci luna (Mola mola), tonni (Thunnus thynnus) e occasionalmente anche in verdesche (Prionace glauca).

Tra i rettili è possibile incontrare la tartaruga marina Caretta caretta, mentre non infrequenti sono gli avvistamenti di delfini quali Tursiops truncatus e Stenella coeruleoalba.

## Punti di interesse
Grotta dell'Olio

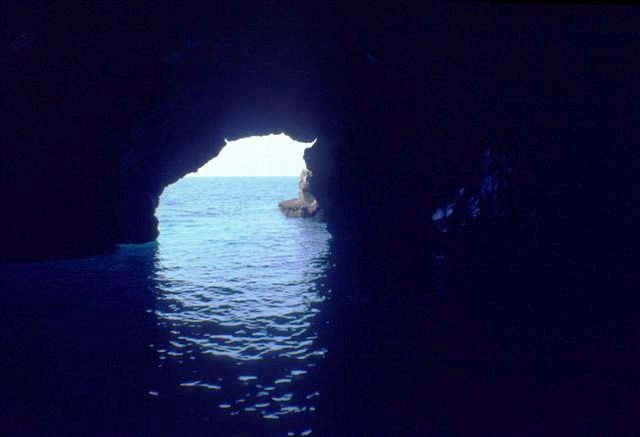
Interno della Grotta dell'Olio

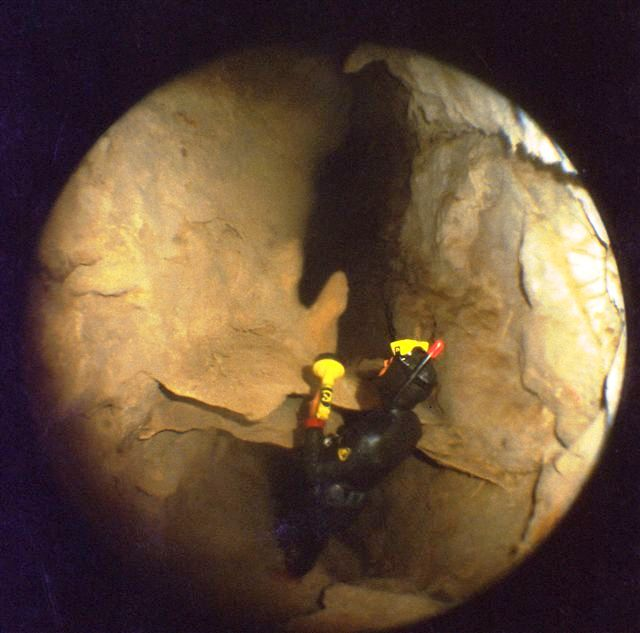
La Grotta della Màzzara

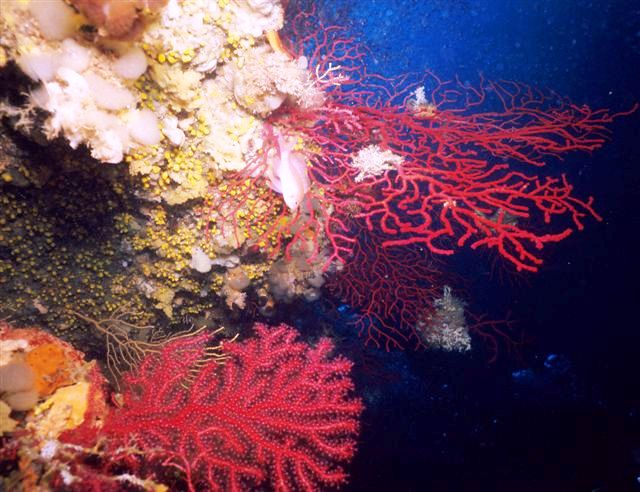
Il coralligeno dei Finistruna

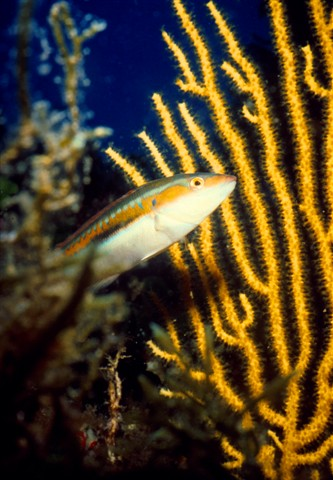
Secca Palidda (Coris julis e Eunicella cavolinii)

È una grotta di origine carsica con una volta a cupola alta circa 10 m che sorge alla base della falesia del Malpasso, a poca distanza dalla zona A di Capo Gallo. L'ingresso è dato da un arco di roccia parzialmente sommerso, le cui pareti sono popolate da aree di coralligeno e da numerose specie di attinie. Sul tetto della grotta è presente un'ampia fenditura che consente l'entrata della luce, che riflettendosi sul fondale di sabbia bianca conferisce all'acqua un luminoso colore turchese. I massi, caduti sul fondo dalle pareti della grotta, sono colonizzati dalla spugna Petrosia ficiformis, che appare di colore bianco per la mancanza di zooxantelle simbionti.

Si trova all'interno della Zona B. Può essere visitata solo nell'ambito di immersioni autorizzate dall'ente gestore.
Grotta della Màzzara
È una grotta di origine carsica, che ricade nella Zona A della riserva, il cui ingresso sommerso è costituito da una galleria naturale lunga quasi 100 m, che si origina a meno di 1 m di profondità per terminare, al termine di uno stretto e poco illuminato cammino, in una sala con un'ampia volta emersa ed una piccola spiaggia di ciottoli. La volta presenta concrezioni stalattitiche e stalagmitiche prodotte dallo stillicidio di acqua dolce.
Deve il suo nome ad un'antica àncora di pietra, che i pescatori chiamavano màzzara, ritrovata dal fotografo subacqueo Alberto Romeo negli anni '60, in prossimità del suo ingresso. Un tempo abitata da murene e corvine (Sciaena umbra), oggi vi si trovano solo alcuni gamberetti.
Finistruna (finestroni) di Isola delle femmine
È uno dei siti più spettacolari della riserva e sorge circa 300 metri a nord dell'isolotto di Isola delle Femmine, al confine tra il piano infralitorale e il piano circalitorale. Si tratta di un gradino di roccia situato a -30 m che sprofonda bruscamente sino a -55 m dando vita ad una parete verticale ricca di archi e fenditure. Lungo questa parete, a circa 40 metri di profondità, si trova la tettoia, una zona di precoralligeno ricca di antozoi, come Paramuricea clavata, Alcyonium coralloides, Astroides calycularis e Parazoanthus axinellae. È in questa zona che è possibile incontrare il Corallium rubrum.
Il nome  Finistruna (finestroni in lingua siciliana) deriva dal fatto che i pescatori usavano come riferimento per individuarla il punto in cui è possibile vedere il mare attraverso le due finestre della torre posta sull'isola.
Relitto di aereo tedesco
Al largo di Sferracavallo, ad una profondità di quasi 50 m, si incontra il relitto di un Junkers-52 tedesco abbattuto durante la seconda guerra mondiale. L'aereo, parzialmente interrato nel fondale sabbioso, è utilizzato come tana da numerosi gronghi, polpi e murene.
Secca Palidda
Più che di una vera e propria secca si tratta di una terrazza rocciosa ubicata ad una profondita di oltre 30 m, ad est dell'isolotto di Isola delle Femmine. Ospita colonie di gorgonie gialle, spirografi di notevoli dimensioni e, nelle zone più al riparo dalla luce e dalle correnti, colonie di Parazoanthus axinellae.